# Championnat de Chypre du Nord féminin de football
Le championnat de Chypre du Nord féminin de football est une compétition féminine de football rassemblant les meilleures équipes de Chypre du Nord.

## Palmarès
| Saison    | Champion                      |
| --------- | ----------------------------- |
| 2007-2008 | Akdeniz Spor Birliği          |
| 2008-2009 | Akdeniz Spor Birliği          |
| 2009-2010 | Akdeniz Spor Birliği          |
| 2010-2011 | Akdeniz Spor Birliği          |
| 2011-2012 | Mağusa Gençlik Merkezi        |
| 2012-2016 | non disputé                   |
| 2016-2017 | Göçmenköy İdman Yurdu         |
| 2017-2018 | Akdeniz Spor Birliği          |
| 2018-2019 | Mağusa Spor Akademisi Derneği |
| 2019-2021 | non disputé                   |
| 2022      | Mağusa Spor Akademisi Derneği |
| 2023      | Gençlik Gücü Türk Spor Kulübü |
| 2024      | Gençlik Gücü Türk Spor Kulübü |

### Bilan par clubs
- 5 titres : Akdeniz Spor Birliği
- 2 titres : Mağusa Spor Akademisi Derneği, Gençlik Gücü Türk Spor Kulübü
- 1 titre: Mağusa Gençlik Merkezi, Göçmenköy İdman Yurdu, Doğan Türk Birliği